# ملک (شهر اتریش)
ملک (به آلمانی: Melk) یک شهر و شهرک با حقوق شهرک و روستای سابق در اتریش است که در ناحیه ملک واقع شده‌است. ملک ۲۵٫۷۱ کیلومتر مربع مساحت دارد ۲۱۳ متر بالاتر از سطح دریا واقع شده‌است.

## خواهرخوانده
شهر رودا شلوسکا خواهرخواندهٔ ملک (شهر اتریش) هست.